# Ungern i olympiska sommarspelen 1976
Ungern deltog i de olympiska sommarspelen 1976 med en trupp bestående av 178 deltagare, 124 män och 54 kvinnor, vilka deltog i 109 tävlingar i 17 sporter. Landet slutade på tionde plats i medaljligan, med fyra guldmedaljer och 22 medaljer totalt.

## Medaljer
| Medalj | Namn                                                                             | Sport          | Gren                          |
| ------ | -------------------------------------------------------------------------------- | -------------- | ----------------------------- |
| 1      | Miklós Németh                                                                    | Friidrott      | Herrarnas spjutkastning       |
| 1      | Ildikó Schwarczenberger                                                          | Fäktning       | Damernas individuella florett |
| 1      | Zoltán Magyar                                                                    | Gymnastik      | Herrarnas bygelhäst           |
| 1      | Ungerns herrlandslag i vattenpolo                                                | Vattenpolo     | Herrarnas turnering           |
| 2      | József Balla                                                                     | Brottning      | Supertungvikt, fristil        |
| 2      | Anna Pfeffer Klára Rajnai                                                        | Kanotsport     | Damernas K-2 500 meter        |
| 2      | Zoltán Sztanity                                                                  | Kanotsport     | Herrarnas K-1 500 meter       |
| 2      | Géza Csapó                                                                       | Kanotsport     | Herrarnas K-1 1000 meter      |
| 2      | György Kőszegi                                                                   | Tyngdlyftning  | Herrarnas 52 kg               |
| 3      | László Réczi                                                                     | Brottning      | Fjädervikt, grekisk-romersk   |
| 3      | Ildikó Schwarczenberger Edit Kovács Magda Maros Ildikó Újlaky-Rejtő Ildikó Bóbis | Fäktning       | Damernas lagtävling i florett |
| 3      | Győző Kulcsár                                                                    | Fäktning       | Herrarnas värja               |
| 3      | Márta Egervári                                                                   | Gymnastik      | Damernas barr                 |
| 3      | Ungerns damlandslag i handboll                                                   | Handboll       | Damernas turnering            |
| 3      | József Tuncsik                                                                   | Judo           | Lättvikt                      |
| 3      | Klára Rajnai                                                                     | Kanotsport     | Damernas K-1 500 meter        |
| 3      | Tamás Wichmann                                                                   | Kanotsport     | Herrarnas C-1 1000 meter      |
| 3      | Tamás Buday Oszkár Frey                                                          | Kanotsport     | Herrarnas C-2 500 meter       |
| 3      | Tamás Buday Oszkár Frey                                                          | Kanotsport     | Herrarnas C-2 1000 meter      |
| 3      | Zoltán Bakó István Szabó                                                         | Kanotsport     | Herrarnas K-2 1000 meter      |
| 3      | Tamás Kancsal Tibor Maracskó Szvetiszláv Sasics                                  | Modern femkamp | Herrarnas lagtävling          |
| 3      | Péter Baczakó                                                                    | Tyngdlyftning  | Herrarnas 82,5 kg             |

## Boxning
Lätt flugvikt
- György Gedó
  - Första omgången — Besegrade  Said Bashiri (IRN), KO-2
  - Andra omgången — Besegrade Serdamba Batsuk (MGL), 5:0
  - Kvartsfinal — Förlorade mot Payao Pooltarat (THA), 1:4

Flugvikt
- Sandor Orbán
  - Första omgången — Förlorade mot Said Ahmed El-Ashry (EGY), 0:5

## Cykling
Herrarnas förföljelse
- Gábor Szűcs — 16:e plats

## Friidrott
Herrarnas höjdhopp
- Endre Kelemen
  - Kval — 2,13m (→ gick inte vidare)

- István Major
  - Kval — 2,05m (→ gick inte vidare)

Herrarnas diskuskastning
- Ferenc Tegla
  - Kval — 61,66m
  - Final — 60,54m (→ 11:e plats)

- Janós Farago
  - Kval — 60,06m
  - Final — 57,48m (→ 14:e plats)

Herrarnas 20 km gång
- Imre Stankovics — 1:32:06 (→ 16:e plats)

## Fäktning
Herrarnas florett
- József Komatits
- Lajos Somodi Jr.
- Jenő Kamuti

Herrarnas lagtävling i florett
- József Komatits, Csaba Fenyvesi, Lajos Somodi Jr., Jenő Kamuti, Sándor Erdős

Herrarnas värja
- Győző Kulcsár
- István Osztrics
- Csaba Fenyvesi

Herrarnas lagtävling i värja
- Csaba Fenyvesi, Sándor Erdős, István Osztrics, Pál Schmitt, Győző Kulcsár

Herrarnas sabel
- Imre Gedővári
- Tamás Kovács
- Péter Marót

Herrarnas lagtävling i sabel
- Péter Marót, Tamás Kovács, Imre Gedővári, Ferenc Hammang, Csaba Körmöczi

Damernas florett
- Ildikó Schwarczenberger-Tordasi
- Ildikó Farkasinszky-Bóbis
- Ildikó Ságiné Ujlakyné Rejtő

Damernas lagtävling i florett
- Ildikó Schwarczenberger-Tordasi, Ildikó Ságiné Ujlakyné Rejtő, Ildikó Farkasinszky-Bóbis, Magda Maros, Edit Kovács

## Handboll
Herrar
| Nr | Lag             | S | V | O | F | GM | IM  | MS  | P  |
| -- | --------------- | - | - | - | - | -- | --- | --- | -- |
| 1  | Rumänien        | 4 | 3 | 1 | 0 | 91 | 71  | +20 | 10 |
| 2  | Polen           | 4 | 3 | 0 | 1 | 80 | 71  | +9  | 9  |
| 3  | Ungern          | 4 | 2 | 0 | 2 | 92 | 82  | +10 | 6  |
| 4  | Tjeckoslovakien | 4 | 1 | 1 | 2 | 85 | 82  | +3  | 4  |
| 5  | USA             | 4 | 0 | 0 | 4 | 80 | 122 | −42 | 0  |

| Hemma \ Borta   | Rumänien | Polen | Ungern | Tjeckoslovakien | USA   |
| Rumänien        | —        | 17-15 | 23-18  | 19-19           | 32-19 |
| Polen           | 15-17    | —     | 18-16  | 21-18           | 26-20 |
| Ungern          | 18-23    | 16-18 | —      | 22-20           | 36-21 |
| Tjeckoslovakien | 19-19    | 18-21 | 20-22  | —               | 28-20 |
| USA             | 19-32    | 20-26 | 21-36  | 20-28           | —     |

Damer
| Nr | Lag           | S | V | O | F | GM | IM  | MS  | P  |
| -- | ------------- | - | - | - | - | -- | --- | --- | -- |
| 1  | Sovjetunionen | 5 | 5 | 0 | 0 | 92 | 40  | +52 | 15 |
| 2  | Östtyskland   | 5 | 3 | 1 | 1 | 89 | 47  | +42 | 10 |
| 3  | Ungern        | 5 | 3 | 1 | 1 | 85 | 55  | +30 | 10 |
| 4  | Rumänien      | 5 | 2 | 0 | 3 | 73 | 83  | −10 | 6  |
| 5  | Japan         | 5 | 1 | 0 | 4 | 72 | 115 | −43 | 3  |
| 6  | Kanada        | 5 | 0 | 0 | 5 | 35 | 106 | −71 | 0  |

| Hemma \ Borta | Sovjetunionen | Östtyskland | Ungern | Rumänien | Japan | Turkiet |
| Sovjetunionen | —             | 14-11       | 12-9   | 14-8     | 31-9  | 21-3    |
| Östtyskland   | 11-14         | —           | 7-7    | 18-12    | 24-10 | 29-4    |
| Ungern        | 9-12          | 7-7         | —      | 20-15    | 25-18 | 24-3    |
| Rumänien      | 8-14          | 12-18       | 15-20  | —        | 21-20 | 18-11   |
| Japan         | 9-31          | 10-24       | 18-25  | 20-21    | —     | 15-14   |
| Kanada        | 3-21          | 4-29        | 3-24   | 11-17    | 14-15 | —       |

## Modern femkamp
Individuellt
- Tamás Kancsal
- Tibor Maracskó
- Szvetiszláv Sasics

Lagtävling
- Tamás Kancsal
- Tibor Maracskó
- Szvetiszláv Sasics